# لی بیونگ کیو
لی بیونگ کیو (انگلیسی: Lee Byung-kyu؛ زادهٔ ۲۵ اکتبر ۱۹۷۴) بازیکن بیس‌بال اهل کره جنوبی است.
از باشگاه‌هایی که در آن بازی کرده‌است می‌توان به اژدهایان چونیچی اشاره کرد.